# Rob Thomas (chanteur)
Pour les articles homonymes, voir Rob Thomas et Thomas.
 (décembre 2022).
Si vous disposez d'ouvrages ou d'articles de référence ou si vous connaissez des sites web de qualité traitant du thème abordé ici, merci de compléter l'article en donnant les références utiles à sa vérifiabilité et en les liant à la section « Notes et références ».
Rob Thomas (né le 14 février 1972 sur la base militaire de Landstuhl, Allemagne) est le chanteur du groupe Matchbox 20 et artiste solo américain. Il est principalement connu pour avoir coécrit et chanté le tube Smooth de Carlos Santana, sur l'album Supernatural, en 1999.

## Biographie

### Vie personnelle et influences
Rob Thomas a grandi en Floride. Il a désiré être musicien à l'âge de 13 ans. Le premier concert auquel il a assisté est celui de Genesis sur leur Invisible Touch Tour. Son influence principale est Steve Burry. Il est marié à Marisol Maldonado. Ses auteurs favoris sont Kurt Vonnegut et Tom Robbins.
Il déclare sur le site londonist.com que ses influences sont Kate Bush, David Bowie, Bjork, Arcade Fire, Billie Holiday, The Cardigans, Beck, 10cc, Minnie Riperton et Chet Baker entre autres.

### Carrière solo
Le 19 avril 2005, il a lancé son premier album solo …Something to Be. Ce fut la première fois que le premier album solo d'un artiste d'un groupe rock ou pop-rock atteint la première place du Billboard. Son premier simple "Lonely No More" a atteint la 7e position sur le Billboard Hot 100.
Son deuxième album "Cradlesong" est sorti le 30 juin 2009, dont le premier single qui en est issu est "Her Diamonds (en)".

### Télévision
En 2008, il joue son propre rôle dans un épisode de la série "It's always sunny in Philadelphia", se mettant en scène interné en centre de désintoxication (saison4, épisode 9).
En 2016, il joue son propre rôle d'invité musical dans le dernier épisode de la deuxième saison de la série télévisée iZombie (et connaît une fin atroce), dont le créateur de la série porte le même nom que lui.

## Discographie

### Albums
- 2005 : …Something to Be #1 U.S. (Certification RIAA: Platinum, Ventes: 1.2 million d'albums), #11 G.B., #1 Australie
- 2009 : Cradlesong (en)
- 2015 : The Great Unknown (en)
- 2019 : Chip Tooth Smile
- 2021 : Something About Christmas Time

### Singles
- 1999 : Smooth (Santana et Rob Thomas) #1 (12 semaines) U.S. 3x PLATINUM, #3 G.B., #1 AUS
- 2005 : Lonely No More (en) #7 U.S., #11 G.B., #1 CAN, #3 AUS, #9 NZ, #1 ASIE
- 2005 : This Is How a Heart Breaks (en) #52 U.S., #67 G.B., #25 CAN, #13 AUS, #24 NZ
- 2005 : Ever the Same (en) #48 U.S., #5 CAN, #29 AUS.
- 2006 …Something to Be (en) #40 AUS.